# 칵테일 셰이커

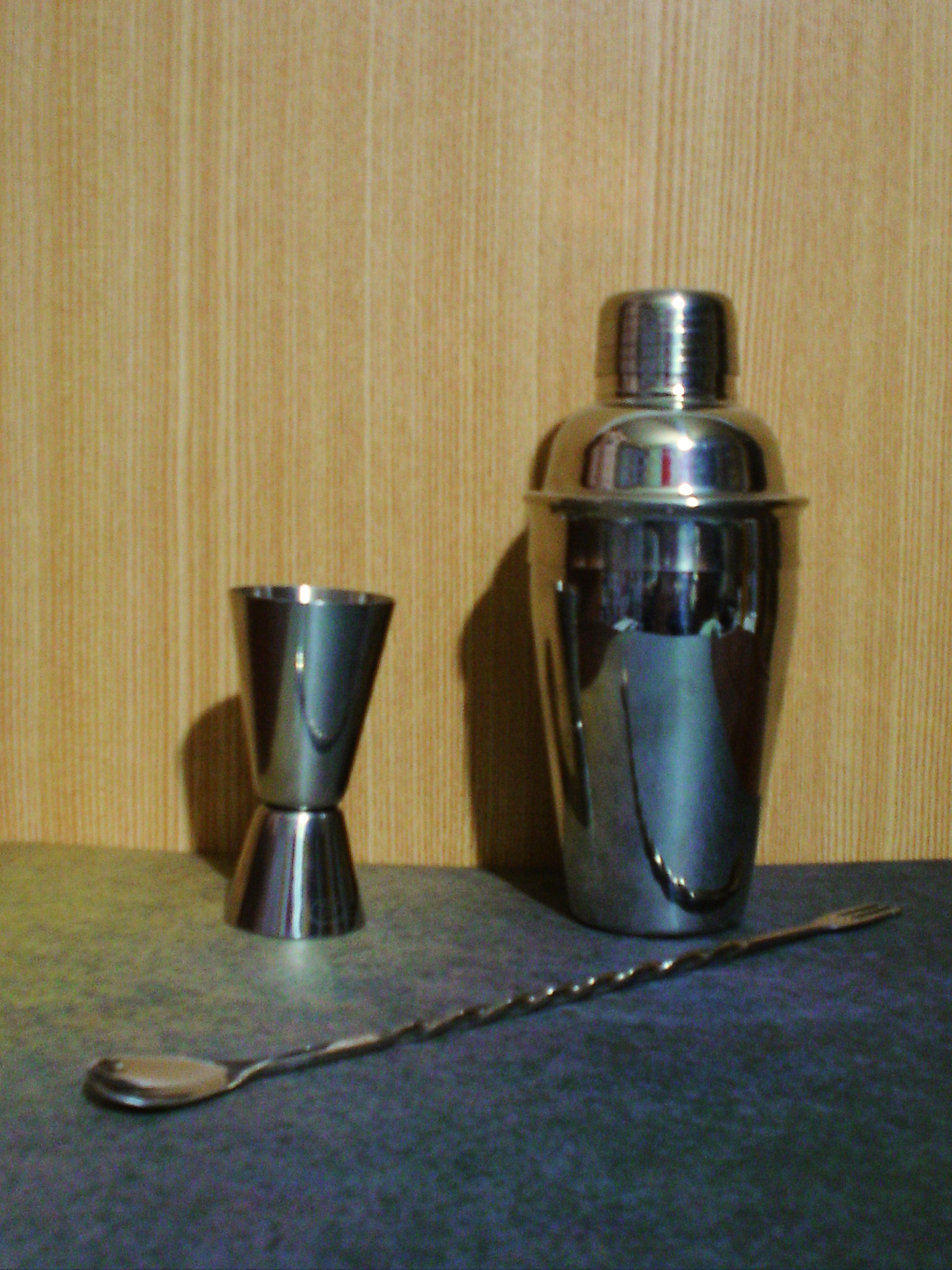
칵테일 셰이커

칵테일 셰이커(cocktail shaker)는 칵테일 등을 만들기 위한 도구이다. 금속으로 되어있는 경우가 많으며, 스테인레스와 양은 등으로 만들어진다. 드물게 유리나 세라믹으로 만들어지기도 한다. 셰이커는 칵테일 재료에서 혼합하기 어려운 재료를 혼합하게 해주며, 알코올 도수가 너무 높은 술을 공기와 혼합해준다. 칵테일의 재료를 냉각하게 할 수도 있다.